# Sebastiaan Hendrik Anemaet
Sebastiaan Hendrik Anemaet (Nieuwe-Tonge, 28 januari 1786 - aldaar, 21 januari 1863) was een Nederlands politicus en Thorbeckiaans Tweede Kamerlid.
Anemaet was een notaris en burgemeester uit Goeree-Overflakkee. In 1844 was hij een van de 'Negenmannen' die onder leiding van Thorbecke streefden naar liberale grondwetsherziening. Hij behoorde ook na 1848 tot de trouwste aanhangers van de liberale voorman. Met zijn 63 jaar in 1849 het oudste lid en daarna vele malen tijdelijk Voorzitter van de Tweede Kamer.
In 1817 werd hij schout en gemeentesecretaris van Nieuwe Tonge en op 1 januari 1826 werd de functie van schout omgezet in burgemeester. Hij vervulde die functies tot 1 januari 1852.

## Tweede Kamer
| Periode                   |
| ------------------------- |
| 13-02-1849 t/m 19-08-1850 |
| 07-10-1850 t/m 19-09-1852 |
| 20-09-1852 t/m 25-04-1853 |
| 19-09-1854 t/m 19-09-1858 |
| 20-09-1858 t/m 14-09-1862 |
| 15-09-1862 t/m 20-01-1863 |

Sebastiaan Hendrik Anemaet ·
Edmond Willem van Dam van Isselt ·
Schelto van Heemstra ·
Jacobus Mattheüs de Kempenaer ·
Lodewijk Caspar Luzac ·
Jacob Hendrik van Rechteren van Appeltern ·
Lambertus Dominicus Storm ·
Johan Rudolph Thorbecke ·
Berend Wichers
- Biografisch Portaal: 17234068
- Digitale Bibliotheek voor de Nederlandse Letteren: anem002
- International Standard Name Identifier: 0000 0003 8853 0104
- Nederlandse Thesaurus van Auteursnamen: 072676736
- Parlement.com: vg09lkxfns01
- Virtual International Authority File: 281742560
- WorldCat: E39PBJkTccxHQ9kDgwthFktkDq